# Nabbens naturreservat, Varbergs kommun
För andra betydelser, se Nabben.
Nabben är ett naturreservat i Rolfstorps och Sibbarps socknar i Varbergs kommun i Halland.
Reservatet är en del i Åkulla bokskogar och består mest av gammal bokskog. Det hyser flera rödlistade arter. Gamla hålrötade träd, lågor, torrakor och högstubbar ger god förutsättning för en mångfald av svampar, lavar, mossor, insekter och fåglar. Här finns bland annat liten ädellav, violettgrå porlav, ädelkronlav, bokvårtlav och fällmossa. Förutom bokskog finns också små områden med lövsumpskog längs en bäck.
Det är 76 hektar stort och skyddat sedan 1977 och utvidgat 2009.
Strax nordost om reservatet ligger en Bockstens mosse där man fann Bockstensmannen i samband med torvbrytning 1936. Denna man finns idag utställd på länsmuseet i Varberg.
Sedan 2010 finns 12 stycken strövstigar fördelade över hela Åkulla bokskogar. Norr om Nabbens naturreservat passerar Hallandsleden.